# Unser Song für Österreich
"Unser song für Österreich" (en español, "Nuestra canción para Austria") fue el proceso de preselección para la elección del representante alemán en el Festival de la Canción de Eurovisión 2015. Fue organizado por la cadena de televisión NDR y se celebró el 05 de marzo de 2014 en el TUI Arena en la ciudad de Hannover.
El cantante Andreas Kümmert resultó ganador con la canción "Heart of stone", pero en una situación sin precedentes, renunció en vivo al premio de participar en Eurovisión y cedió el puesto a la segunda clasificada Ann Sophie.

## Formato de selección
Al igual que los cinco años anteriores, la final nacional fue coproducida por la productora Brainpool, que también estuvo a cargo del Festival de la Canción de Eurovisión 2011 celebrada en Düsseldorf-Alemania y el Festival de la Canción de Eurovisión 2012 en Bakú-Azerbaiyán. Ocho artistas participaron en la competición con dos canciones cada uno. Siete de los participantes fueron cantantes consagrados e invitados de las diferentes casas musicales como Universal Music, Sony Music y Warner Music, mientras que el octavo participante fue elegido de un proceso de selección denominado "WildCard" para jóvenes talentos.

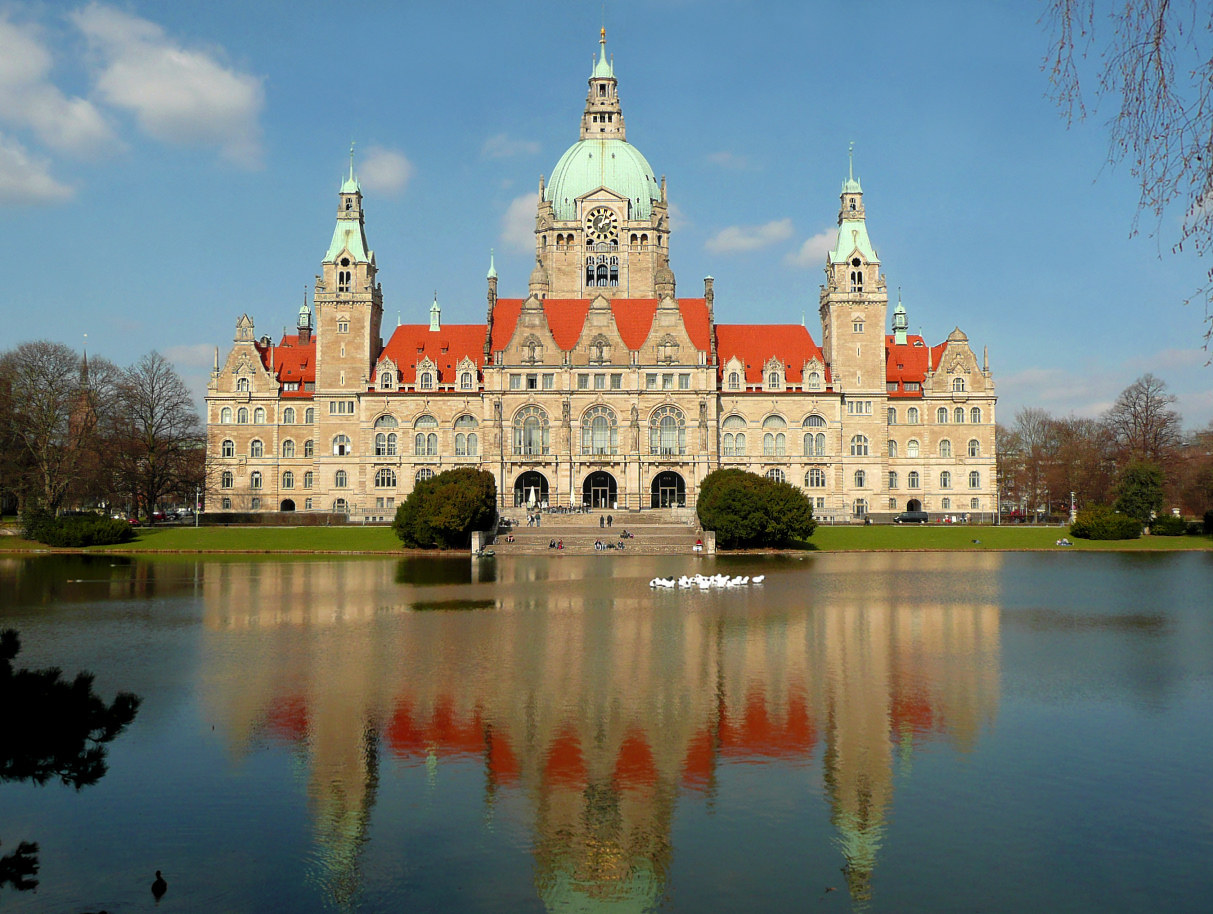
Ayuntamiento de Hannover, ciudad sede de la Final Nacional

### "WildCard": Jóvenes talentos
El cantante alemán Andreas Bourani encabezó la campaña para encontrar jóvenes talentos que estuvieran interesados en la representación de Alemania en el Festival de Eurovisión de 2015. Aquellos artistas noveles que estuvieran interesados tuvieron la posibilidad de presentar sus propuestas desde el 8 de septiembre de 2014 hasta el 9 de enero de 2015, requiriéndose para ello enviar un vídeo de su canción y subirla al portal You Tube. Al término del plazo se recibieron 1213 canciones, siendo solo 10 los elegidos por un jurado especial. El 19 de febrero de 2015 los seleccionados cantaron en vivo sus propuestas durante un concierto transmitido en directo desde la ciudad de Hamburgo, evento que fue transmitido a nivel nacional por la cadena de televisión NDR. Los 10 artistas nóveles que competirieron por una plaza en la Final Nacional fueron:
| N.º | Intérprete       | Canción                                   | Resultado | Lugar |
| --- | ---------------- | ----------------------------------------- | --------- | ----- |
| 1   | Klangpoet        | "4 U" (Para ti)                           | 11,6%     | 4     |
| 2   | Lars Pinkwart    | "Tornado"                                 | 5,7%      | 8     |
| 3   | Sophie           | "Imperfection" (Imperfección)             | 8%        | 5     |
| 4   | Moonjos          | "Haggard heart" (Corazón demacrado)       | 12%       | 3     |
| 5   | Louisa           | "Boomerang" (Bumerán)                     | 2,5%      | 10    |
| 6   | Aden Jaron       | "We're on fire" (Estamos que nos salimos) | 7,3%      | 7     |
| 7   | Alisson Bonnefoy | "Burning down" (Incendiándose)            | 7,5%      | 6     |
| 8   | Ann Sophie       | "Jump the gum" (Salir en falso)           | 24,1%     | 1     |
| 9   | Sendi Hoxha      | "Battlefield" (Campo de batalla)          | 3,2%      | 9     |
| 10  | Ason             | "Hey you" (Hola tú)                       | 18,1%     | 2     |

### Final Nacional
La selección del representante alemán para Eurovisión se llevó a cabo el 5 de marzo de 2015 y estuvo compuesta por ocho artistas.
En la primera ronda, estos interpretaron una de sus dos canciones candidatas, con la que intentaron ser uno de los cuatro artistas que pasaron a la segunda ronda. La decisión estuvo en manos del público. Durante esta siguiente ronda los cuatro elegidos interpretaron la segunda canción. El público pudo votar entonces a las dos canciones presentadas por los cuatro artistas finalistas, teniendo en la mesa ocho opciones. Las dos canciones más votadas, siempre de diferentes artistas, se medieron en la Superfinal, donde la audiencia alemana podía escoger la vencedora y representante del país en Viena 2015. Los artistas consagrados que competirán en la Final fueron revelados el 14 de enero de 2015 y son los siguientes:
| Artista          | Canción                                            | Compositor (es)                                                                 |
| ---------------- | -------------------------------------------------- | ------------------------------------------------------------------------------- |
| Alexa Feser      | "Glück" (Suerte)                                   | Steve van Velvet, Alexa Feser                                                   |
| Alexa Feser      | "Das Gold von morgen" (El oro del mañana)          | Steve van Velvet, Alexa Feser                                                   |
| Andreas Kümmert  | "Home Is In My Hands" (El hogar está en mis manos) | Andreas Kümmert, Christian Neander                                              |
| Andreas Kümmert  | "Heart of Stone"(Corazón de piedra)                | Andreas Kümmert, Christian Neander                                              |
| Fahrenhaidt      | "Frozen Silence" (Silencio helado)                 | Andreas John, Erik Macholl, Amanda Pedersen                                     |
| Fahrenhaidt      | "Mother Earth" (Madre Tierra)                      | Andreas John, Erik Macholl, Alexander Freund, Fiora Cutler                      |
| Faun             | "Hörst du die Trommeln" (¿Oyes los tambores?)      | Ingo Politz, Bernd Wendlandt, Faun                                              |
| Faun             | "Abschied" (Adiós)                                 | Ingo Politz, Bernd Wendlandt, Faun                                              |
| Laing            | "Zeig deine Muskeln" (Muestra los músculos)        | Michael Vajna, Nicola Rost                                                      |
| Laing            | "Wechselt die Beleuchtung" (Cambia la iluminación) | Nicola Rost                                                                     |
| Mrs. Greenbird   | "Shine Shine Shine" (Brilla brilla brilla)         | Chris Buseck, Sarah Nücken, Steffen Brückner                                    |
| Mrs. Greenbird   | "Take My Hand" (Toma mi mano)                      | Sarah Nücken, Steffen Brückner                                                  |
| Noize Generation | "A Song For You" (Una canción para ti)             | Linnea Deb, Joyce Leong, Anton Malmberg Hård af Segerstad, Jewgeni Grischbowski |
| Noize Generation | "Crazy Now" (Loco ahora)                           | Grischbowski, Axel Ehnström                                                     |
| Ann Sophie       | "Jump the gun" (Salir en falso)                    | Beatgees, Katrina Noorbergen, Laila Samuels                                     |
| Ann Sophie       | "Black Smoke" (Humo negro)                         | Michael Harwood, Ella McMahon, Tonino Speciale                                  |

#### Ronda 1
| N.º | Artista          | Canción                 | Resultado    |
| --- | ---------------- | ----------------------- | ------------ |
| 01  | Mrs. Greenbird   | "Shine Shine Shine"     | Eliminados   |
| 02  | Alexa Feser      | "Glück"                 | Clasificada  |
| 03  | Faun             | "Hörst du die Trommeln" | Eliminadas   |
| 04  | Noize Generation | "A Song For You"        | Eliminados   |
| 05  | Ann Sophie       | "Jump the Gun"          | Clasificada  |
| 06  | Fahrenhaidt      | "Frozen Silence"        | Eliminados   |
| 07  | Laing            | "Zeig deine Muskeln"    | Clasificadas |
| 08  | Andreas Kümmert  | "Home Is In My Hands"   | Clasificado  |

#### Ronda 2
| N.º | Artista         | Canción                    | Posición    |
| --- | --------------- | -------------------------- | ----------- |
| 01  | Alexa Feser     | "Das Gold von morgen"      | Eliminada   |
| 02  | Ann Sophie      | "Black Smoke"              | Clasificada |
| 03  | Laing           | "Wechselt die Beleuchtung" | Eliminadas  |
| 04  | Andreas Kümmert | "Heart of Stone"           | Clasificado |
| –   | Alexa Feser     | "Glück"                    | Eliminada   |
| –   | Ann Sophie      | "Jump the Gun"             | Eliminada   |
| –   | Laing           | "Zeig deine Muskeln"       | Eliminadas  |
| –   | Andreas Kümmert | "Home Is In My Hands"      | Eliminado   |

#### Ronda 3: Superfinal
| N.º | Artista         | Canción elegida  | Votos  | Posición | Resultado                           |
| --- | --------------- | ---------------- | ------ | -------- | ----------------------------------- |
| 1   | Ann Sophie      | "Black Smoke"    | 21,3%% | 2        | Superfinalista (Ganadora declarada) |
| 2   | Andreas Kümmert | "Heart of Stone" | 78,7%  | 1        | Ganador (Renunció)                  |

Ann Sophie con Black smoke representará a Alemania para Eurovisión 2015, gracias a su fortuita e inesperada victoria en el Unser Song fur Österreich. El ganador original, Andreas Kümmert con "Heart of stone", renunció en directo al pasaporte alemán a Viena, en una situación sin precedentes, ante una estupefacta presentadora y un público que no dudo en abuchear la decisión del intérprete. Andreas Kümmert afirmó no estar preparado para representar a Alemania en Eurovisión 2015, ya que solo era un pequeño cantante, y Ann Sophie era idónea para el festival, momento en el que su emocionada rival le abrazó y recogió el testigo.

### En Eurovisión
Como miembro del denominado "Big Five", Alemania se clasifica automáticamente para la Final que se celebrará el 23 de mayo de 2015. Además de su participación en la final, voto en la segunda semifinal del 21 de mayo de 2015. Al final la cantante Ann Sophie quedó último con 0 puntos empatada con la vecina del país, Austria